# Vodní sklo

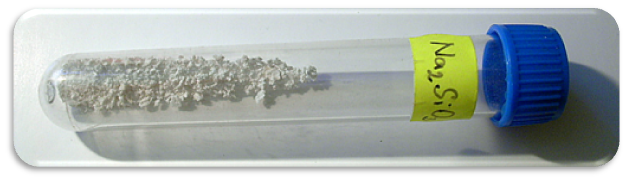
Křemičitan sodný

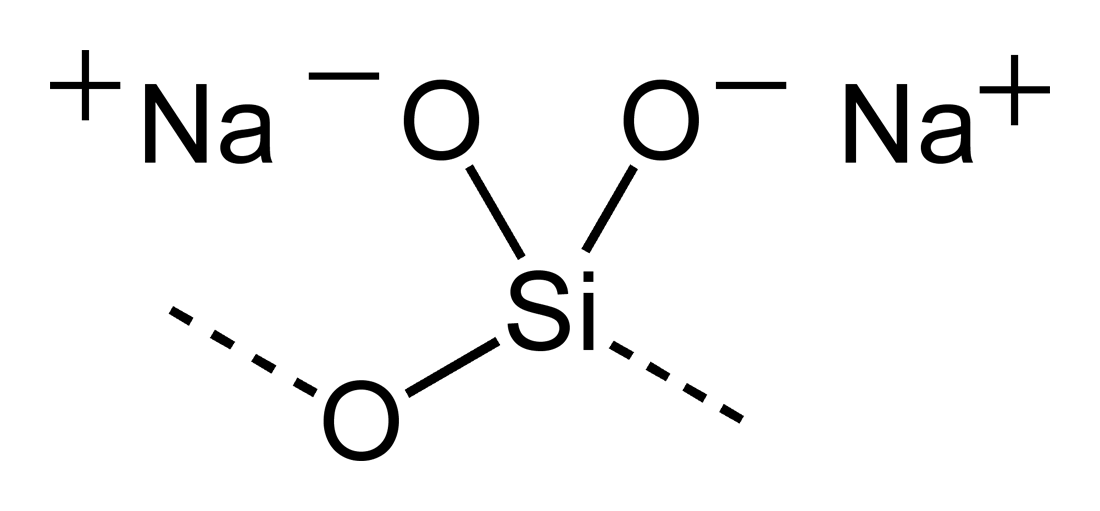
Část řetězové struktury křemičitanu sodného

Vodní sklo je vodný roztok křemičitanu sodného (chemický vzorec Na2SiO3), který je používán ve stavebnictví. Do poloviny 20. století se používalo v domácnostech pro uchování vajec (roztok ucpal póry ve skořápkách vajec, a ta tak vydržela řadu měsíců) nebo při praní. Sloužil také k impregnaci papírových tkanin a jako plnivo do mýdel.

## Výroba
V současné době se vodní sklo vyrábí nejčastěji z křemičitanu sodného nebo draselného.

## Užití
V druhé polovině 19. století se používalo při restaurování ke konzervaci povrchu soch, což ale z dlouhodobého hlediska památkám přitížilo.
Ještě v druhé polovině dvacátého století bylo vodní sklo používáno v domácnostech (i na území bývalého Československa) k uchovávání vajec, kdy byla vejce naskládána do větší skleněné nádoby a zalila vodním sklem. Roztok ucpal póry ve skořápce, a zamezil tak přístupu vzduchu a mikroorganismů. Vejce tak vydržela v chladu řadu měsíců. Pro svoje rozpouštěcí schopnosti bylo využíváno i při praní – po vyvaření látkových plínek bylo přidáno vodní sklo a směs se nechala vychladnout (například přes noc). Poté byly plínky vymáchány, usušeny a vyžehleny (na vysokou teplotu).
Vodní sklo je používáno ve stavebnictví. Lze ho používat jako lepidlo, například na lepení šamotového obložení kamen – reaguje se vzdušným oxidem uhličitým a tvrdne. Vodní sklo se používá ve stavebnictví k urychlení tuhnutí cementových směsí a k mineralizaci dřevěných konstrukcí a tím k ochraně proti požáru. Vlivem vody a oxidu uhličitého (CO2) dochází k vyloučení gelu SiO2.H2O, který dřevo mineralizuje. Dále se vodní sklo dodnes používá ve slévárenství jako pojivo do slévárenských forem a jader.